# فرودگاه تیکسی شمالی
تیکسی شمالی (به انگلیسی: Tiksi North) یک فرودگاه نظامی است . این فرودگاه در کشور روسیه قرار دارد و در ارتفاع ۲۰ متری از سطح دریا واقع شده است.